# Pochiščenie čarodeja
Pochiščenie čarodeja (Похищение чародея) è un film del 1989 diretto da Viktor Kobzev, basato sul romanzo omonimo di Kir Bulychev.

## Trama
Anna, una giovane studentessa in procinto di laurearsi, torna dopo 12 anni nel suo villaggio natale, dove ritrova la nonna, persona a lei molto cara. Nella tranquillità del posto, inizia a scrivere la sua tesi di laurea. Improvvisamente, due estranei compaiono in casa e affermano che quest'ultima è stata affittata loro per due settimane dal proprietario. Per rendere la loro affermazione più credibile, accendono la TV, sulla quale appare la madre di Anna, che, oltre a confermare il tutto, le chiede di restare con la vicina. A questo punto, gli estranei rivelano alla ragazza di provenire dal XXVIII secolo e di aver bisogno di andare nel XIII secolo per trovare un genio ed evitarne la morte. I tre (lo storico Jules, il ricercatore Kin e Anna), tornati nel passato, riescono, grazie anche alla somiglianza di Anna con la principessa Magdalena, ad impedire la morte del genio durante la presa della sua città da parte dei Cavalieri Crociati. Conclusasi la missione, Anna viene riportata nel 1989, mentre i 3 uomini ripartono alla volta del XXVIII secolo.